# Vampira
Vampira er en fiktiv skikkelse, en kvindelig vampyr, der med inspiration fra Charles Addams' makabre avistegneserier blev skabt af skuespilleren Maila Nurmi til tv-serien The Vampira Show, men som i dag huskes bedst fra Edward D. Wood Jr.s kultfilm Plan 9 from Outer Space (1959).
Vampira endte med at være Maila Nurmis kunstnernavn, og er således også en virkelig person.